# The Rocky Horror Show
Die Rocky Horror Show ist ein Musical von Richard O’Brien. Es hatte 1973 in der Studiobühne des Royal Court Theatre in London Premiere. 1975 wurde die Verfilmung The Rocky Horror Picture Show in die Kinos gebracht. 2016 folgte eine Neuverfilmung The Rocky Horror Picture Show: Let’s Do the Time Warp Again.

## Geschichte
Als arbeitsloser Schauspieler in London in den frühen 1970er Jahren schrieb Richard O’Brien die Rocky Horror Show, um sich an Winterabenden zu beschäftigen. Seit seiner Jugend hatte er eine Leidenschaft für Science-Fiction- und B-Horrorfilme entwickelt; er wollte Elemente des unfreiwilligen Humors der B-Horrorfilme, der schwermütigen Dialoge des Schlock-Horrors, der Steve-Reeves-Muskelfilme und des Rock ’n’ Roll der 50er Jahre in The Rocky Horror Show vereinen. Ein Hauptthema, das sich durch das gesamte Musical zieht, ist der Transvestitismus, der laut O’Brien ursprünglich nicht so stark im Vordergrund stehen sollte, wie er es schließlich tat. Er konzipierte und schrieb das Stück vor dem Hintergrund der Glam-Rock-Ära, die sich in den frühen 1970er Jahren in der gesamten britischen Populärkultur manifestiert hatte; er erklärte: „Glam Rock erlaubte mir, mehr ich selbst zu sein“, wodurch sein Konzept verwirklicht werden konnte.
O’Brien brachte einen kleinen Teil seines unvollendeten Rocky Horror zum australischen Regisseur Jim Sharman, der beschloss, es in dem kleinen experimentellen Raum Upstairs at the Royal Court Theatre am Sloane Square in Chelsea, London, zu inszenieren, der als Projektraum für neue Arbeiten genutzt wurde. Sharman hatte als Regisseur der australischen Originalproduktionen von Hair und Jesus Christ Superstar beträchtlichen lokalen Erfolg erzielt. Er ging nach London, um bei der ersten britischen Inszenierung von Superstar Regie zu führen, und lernte dabei O’Brien kennen, der den König Herodes nur für eine Aufführung gespielt hatte. Sharman holte seine australischen Kollegen Nell Campbell und seinen langjährigen US-amerikanischen Partner Brian Thomson als Bühnenbildner in die Produktion.

## Handlung

### Erster Akt
In einer regnerischen Nacht sucht das frischverlobte Paar Brad Majors und Janet Weiss nach einer Reifenpanne Hilfe bei den Bewohnern eines nahegelegenen Schlosses. Der Butler Riff Raff öffnet und führt die beiden, begleitet vom Hausmädchen Magenta, in den Festsaal, wo sich eine skurrile Gesellschaft amüsiert und tanzt (Song: Time Warp).
Doch statt der erhofften Gelegenheit zum Telefonieren begegnet ihnen hier reichlich Unerwartetes: Der exzentrische außerirdische Wissenschaftler Dr. Frank N. Furter vom Planeten Transsexual aus der Galaxie Transylvania, stellt sich als „süßer Transvestit aus Transsexual, Transylvania“ (Song: Sweet Transvestite) vor und lädt Brad und Janet in sein Labor ein. Er präsentiert seinen Mitbewohnern in dieser Nacht seine neueste und bisher größte Schöpfung, das blonde und muskelbepackte Retortenwesen Rocky (Song: I Can Make You a Man), das er in erster Linie zu seinem – auch sexuellen – Vergnügen erschaffen hat. Brad und Janet werden unfreiwillig Zeugen dieser Enthüllung.
Auf der Suche nach seinem Neffen Eddie kommt Dr. Scott, der Lehrer von Janet und Brad, im Schloss an. Im Esszimmer wird den Anwesenden ohne deren Wissen der zerteilte Eddie serviert.
Im Verlauf der Handlung wird Rocky geboren, verliert seine sexuelle Unschuld, erleidet durch Untreue seines Schöpfers Eifersuchtsqualen und stirbt. Währenddessen werden die rigiden Wertvorstellungen des Liebespaares durch den bisexuellen Transvestiten Frank N. Furter, der meistens in Mieder, Strapsen und hochhackigen Schuhen auftritt, herausgefordert, der beide täuscht und verführt.

### Zweiter Akt
Janet sucht im Labor nach Brad, findet aber Rocky, der sich versteckt; sie sieht auf einem Monitor Brad mit Frank im Bett und verführt Rocky (Song: Touch-a, Touch-a, Touch Me). Der Rest der Gruppe sucht über die verschiedenen Monitore nach Rocky und entdeckt Janet bei ihm, was Brad sehr verletzt (Song: Once in a While).
Plötzlich erscheinen Riff Raff und Magenta und geben sich und Frank als Außerirdische vom Planeten Transsexual zu erkennen. Sie meutern und erklären Frank für abgesetzt (Song: I’m Going Home), da er den Zweck seiner Mission auf der Erde verfehlt und sich stattdessen weltlichen Genüssen hingegeben habe.
Schließlich führt Frank N. Furters Unmäßigkeit (zur Erschaffung von Rocky scheute er zum Beispiel auch nicht vor dem Mord an seinem Ex-Geliebten Eddie zurück) zu seiner Entmachtung und Tötung. Die übrigen Aliens kehren auf ihren Heimatplaneten zurück, und Dr. Scott, Brad und Janet werden gerettet.

## Songtitel
Erster Akt
- Science Fiction Double Feature
- Dammit, Janet!
- There’s a Light
- The Time Warp
- Sweet Transvestite
- The Sword of Damocles
- I Can Make You a Man
- Hot Patootie – Bless My Soul
- I Can Make You a Man (Reprise)

Zweiter Akt
- Touch-a, Touch-a, Touch-a, Touch Me
- Once in a While
- Eddie’s Teddy
- Planet Schmanet Janet
- Rose Tint My World
- Fanfare
- Don’t Dream It, Be It
- Wild and Untamed Thing
- I’m Going Home
- Superheroes
- Science Fiction Double Feature (Reprise)

## Aufführungen

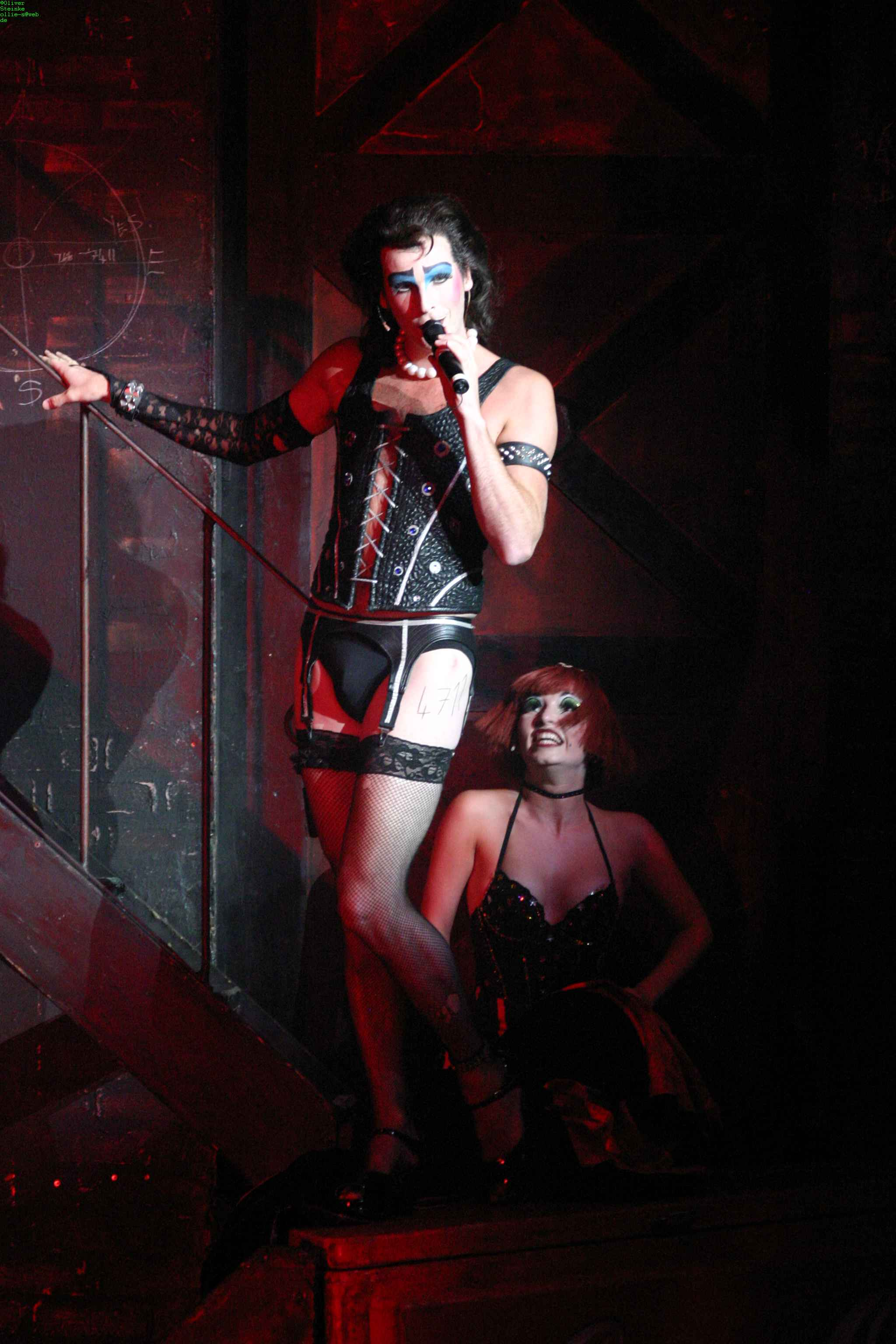
Dr. Frank N. Furter

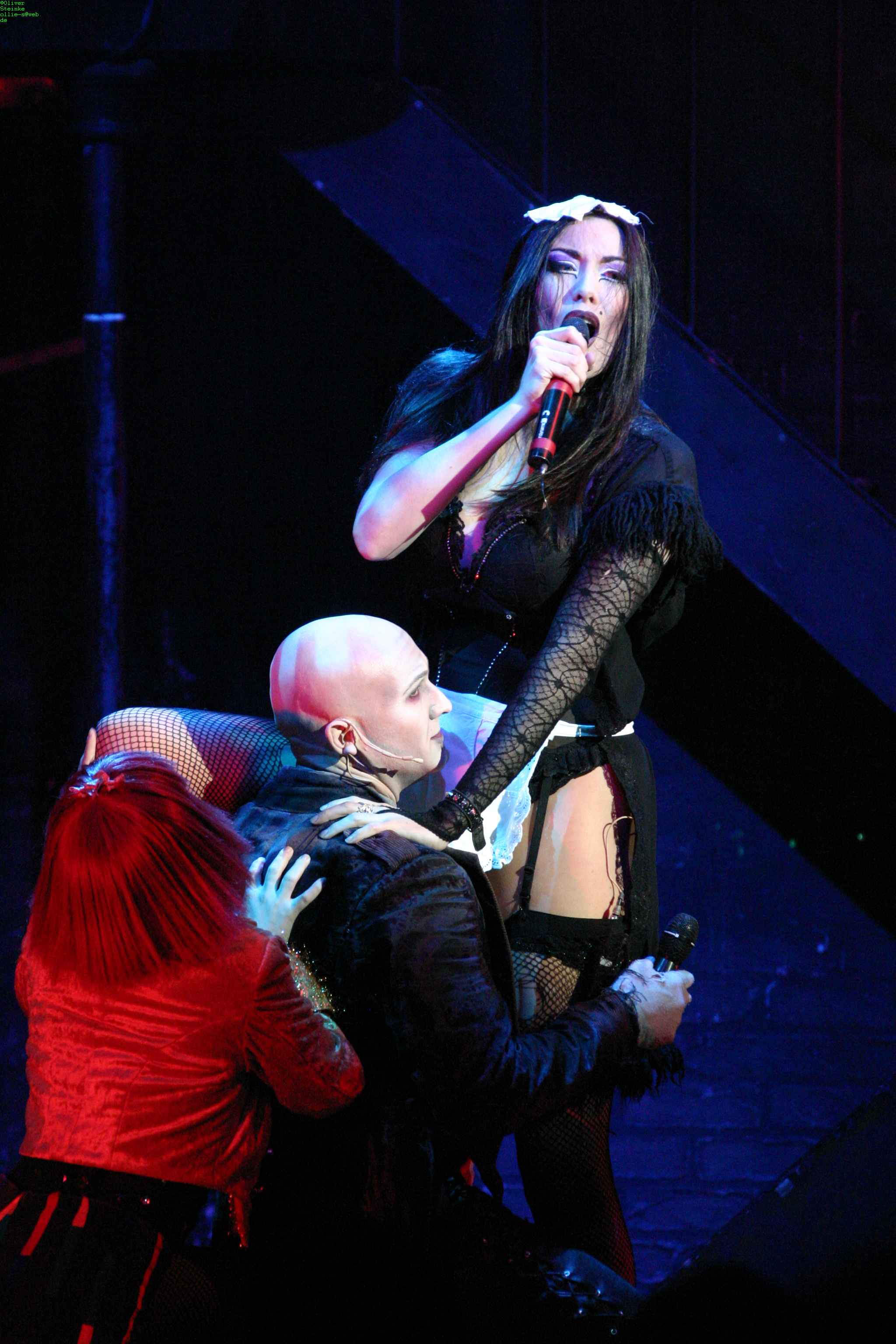
Magenta, Riff-Raff, Columbia

### Großbritannien
Die englische Uraufführung fand am 16. Juni 1973 im The Royal Court Theatre Upstairs, der Studiobühne für 63 Zuschauer des Royal Court Theatres in London unter Regie des Australiers Jim Sharman statt. Tim Curry spielte Frank N. Furter und Richard O’Brien war in der Rolle des Riff-Raff zu sehen. Das Stück zog mehrfach in größere Säle um und eroberte schließlich Londons Theaterbezirk im West End. Dort stand es sieben Jahre auf dem Spielplan.

### Deutschland
Die deutschsprachige Uraufführung fand in der Übersetzung von Horst Königstein am 20. Januar 1980 im Grillo-Theater in Essen unter der Regie von Walter Bockmayer statt. Frank N. Furter wurde vom US-amerikanischen Gaststar Decoven C. Washington verkörpert, der die Figur als erster Schwarzer spielte und als einziger des Ensembles gute Kritiken bekam. Die Ensemblemitglieder spielten die übrigen Rollen: Fritz Briesemeister agierte als Riff-Raff und Jutta Bryde verkörperte Magenta.
Bei der Kritik fiel die Inszenierung durch: „Das Produkt schmeckt wie solide Plastikware, garantiert keimfrei“ schrieb die FAZ. Von der Premiere gibt es eine Plattenaufnahme von Ariola, die 2002 als CD erschien.
Die DDR-Uraufführung fand am 17. Juni 1990 im Opernhaus Halle unter der Regie von Edmund Gleede statt.
Am 21. Juli 2021 führte die Waggonhalle Kulturzentrum Marburg die Rocky Horror Show erstmals komplett auf Deutsch auf. Dafür wurden die Songs von Jens Daryousch Ravari übersetzt.

### Österreich
In Österreich wurde das Stück erstmals am 18. Dezember 1983 unter dem Titel Rocky Horror Picture Show am Wiener Schauspielhaus unter der Regie von Michael Schottenberg und der Choreographie von Sam Cayne aufgeführt. Frank N. Furter wurde von Erich Schleyer gespielt, Riff-Raff von Alexander Goebel, Magenta von Debbie Brown, Janet Weiss von Beatrice Frey und Brad Majors von Toni Böhm. Das Musical wurde zum größten Publikumserfolg des Schauspielhauses. In der darauffolgenden Saison wurde das Stück am 6. September 1984 wieder aufgenommen und insgesamt 108 Mal gespielt.

### Frankreich
Eine französischsprachige Version des Musicals wurde 1975 am Théâtre de la Porte Saint-Martin in Paris aufgeführt. Produktion von Jean-Pierre Reyes in Zusammenarbeit mit Michael White. Originaltext von Richard O’Brien; ins Französische übertragen von Javier Arroyuelo und Rafael Lopez Sanchez, der Text des Liedes wurde von Alain Boublil übersetzt; Regie von Pierre Spivakoff; Bühnenbild und Kostüme von Elisabeth Saurel und Choreographie von Victor Upshaw.
Zur Besetzung gehörten Pierre Spivakoff als Dr. Frank-N-Furter, Nathalie Brehal als Janet Weiss, Roger Mirmont als Brad Majors (in der Produktion in Paul umbenannt), Gérard Surugue als Riff-Raff, Myriam Mézières als Magenta/The Usherette, Celia Booth als Columbia, Ticky Holgado als Eddie/Dr. Scott, Jeffrey Kime als Rocky Horror, Geoffrey Carey als Der Erzähler.

### Niederlande
Eine niederländischsprachige Version des Musicals wurde am 18. März 1976 im Theater Royal, einem ehemaligen Kino, in Nieuwendijk aufgeführt. Produzent war René Solleveld, der auch als Co-Übersetzer des Librettos fungierte, in Zusammenarbeit mit dem Drehbuchautor Hugo Heinen. Regie: Derek Goldby; Choreografie: Serge-Henri Valcke; Dekoration und Kostüme: Bob Ringwood; musikalische Leitung: Ruud Bos; Musik: die Amsterdamer Rockband „Water“.

### Norwegen
Das Musical wurde am 11. Oktober 1977 im Oslo Nye Centralteatret in Oslo, Norwegen, uraufgeführt. Die Besetzung bestand sowohl aus etablierten Schauspielern als auch aus bekannten Namen aus der Musikbranche. Regie führte David Toguri (mit Unterstützung von Brian Thomson), während das Originaldrehbuch von Richard O’Brien von dem Schauspieler Johan Fillinger und dem Musiker Ole Paus ins Norwegische übersetzt wurde. Die Show löste in der Presse eine heftige Kontroverse aus, da Zeitungen und Kommentatoren erklärten, die Show sei ein Zeichen für den Verfall der Moral im Land. Doch trotz der Anfeindungen der Presse wurde die Show insgesamt 129 Mal aufgeführt, bevor sie am 18. März 1978 offiziell eingestellt wurde.

### Mexiko
Das Musical kam 1976 dank der Pionierarbeit der mexikanischen Schauspielerin, Produzentin und Sängerin Julissa erstmals nach Mexiko. „El Show de Terror de Rocky“ wurde am 11. März in einem neuartigen Konzept des Kabarett-Theaters im Hotel des Prado uraufgeführt. Später wurde es in das Teatro Venustiano Carranza verlegt.
Julissas spanische Übersetzung der Liedtexte enthält Änderungen an den Namen der Hauptfiguren – Brad und Janet werden zu Carlos und Chelo, während Dr. Scott stattdessen Dr. Carrillo heißt.
Zur Besetzung gehörten Julissa als „Chelo“, Gonzalo Vega als Dr. Frank-N-Furter, Hector Ortiz als „Carlos“, Luis Tomer als Riff-Raff, Paloma Zozaya als Magenta und Usherette, Norma Lendech als Columbia, Lauro Pavón als Eddie und „Dr. Carrillo“, Cecil Goudie als Rocky Horror, und Manuel Gurria als Erzähler.
1986 wurde eine zweite Inszenierung in Mexiko aufgeführt, wiederum von Julissa.

## Besonderheit
Abgesehen von ihrem Kultstatus wird die Rocky Horror Show neben anderen experimentellen Theaterstücken wie Hair auch weithin als Einfluss auf die gegenkulturellen und sexuellen Befreiungsbewegungen der 1960er Jahre angesehen. Es war eines der ersten populären Musicals, die die fließende Sexualität in einer Zeit der Geschlechtertrennung und der mangelnden Akzeptanz sexueller Unterschiede darstellten. Daraufhin erhielt die Show eine vernichtende Kritik vom New Yorker Kritiker Rex Reed, der sagte, „.. die Produktion sei ‚nur für Homosexuelle’“
Sowohl bei den Theater- als auch den Kinoaufführungen nimmt das Publikum aktiv an der Handlung auf der Bühne beziehungsweise vor der Leinwand teil. Verkleidungen der Zuschauer, Utensilien, wie Wasserpistolen und Zeitungen (um den Regen in der Ankommensszene des romantischen Pärchens Brad und Janet plastisch zu unterstreichen), Konfetti oder Reis, Leuchtstäbe, Gummihandschuhe und Toilettenpapierrollen sowie das Mitsingen und Mittanzen, vor allem beim Song Time Warp sind Teil des Spektakels.
Viele Besucher erleben somit das Musical als eine interaktive Vorstellung, an der viele wiederholt teilnehmen. Die Rolle der Usherette wird in den meisten Produktionen von der Darstellerin der Magenta übernommen, ebenso wird Eddie in vielen Produktionen vom selben Darsteller wie Dr. Everett Scott gespielt.
Dr. Scott sitzt in Anlehnung an Stanley Kubricks Dr. Seltsam oder: Wie ich lernte, die Bombe zu lieben (1964) in einem Rollstuhl.
Der US-amerikanische Sänger Meat Loaf und Schauspieler übernahm bei der amerikanischen Erstaufführung in Los Angeles am 21. März 1974 die Rollen von Dr. Scott und Eddie.
Der australische Schauspieler Russell Crowe spielte in einer australischen Produktion des Musicals; er verkörperte ebenfalls die Rollen von Eddie und Dr. Scott.